# Académie du Palais royal
Pour les articles homonymes, voir Académie (homonymie) et Académie de musique.
L’Académie du Palais royal, anciennement Académie de musique des grandes écoles et universités, est un ensemble musical français,  association loi de 1901, fondé en 1996 par Jean-Philippe Sarcos. Son but est de faire pratiquer la musique aux étudiants et de sensibiliser à cet art les décideurs de demain pour que la musique soit plus présente dans la société française. 
L'association est agréée jeunesse et éducation populaire et reconnue d'intérêt général. Les répétitions ont lieu au lycée Buffon, à Paris. Elles ont eu lieu pendant 23 ans, jusqu'en 2019, dans les locaux du XIIIe arrondissement de Télécom ParisTech (anciennement École nationale supérieure des télécommunications).
L'association regroupe chaque saison 200 à 400 jeunes chanteurs et instrumentistes.

## Projet et philosophie
L’Académie de musique propose aux étudiants des grandes écoles, universités et conservatoires de pratiquer ensemble la musique classique. Elle regroupe 200 à 400 étudiants et jeunes actifs au sein d’un orchestre, d'un chœur de chambre et d'un chœur symphonique. Ces trois ensembles sont encadrés par des musiciens professionnels dans un souci d’exigence, de qualité et de découverte musicale.
L’Académie de musique est ouverte aux jeunes de tous niveaux : débutants, intermédiaires ou confirmés. L’originalité de la formation qu’elle dispense permet d’atteindre une qualité musicale élevée et de présenter des spectacles riches et inédits.

## Historique
- Septembre 1996 : un groupe de jeunes passionnés de musique décide de créer, autour du chef d'orchestre Jean-Philippe Sarcos, un ensemble musical d'étudiants et de jeunes professionnels issus des grandes écoles, universités et conservatoires d'Île-de-France.
- Mars 1997 : environ 40 instrumentistes sélectionnés et 140 chanteurs donnent leurs premiers concerts à Paris, dans un programme de musique française.
- 2000 : le théâtre des Champs-Élysées accueille l'Académie de musique pour un concert de gala consacré à la musique française.
- 2002 : l'Académie de musique rassemble plus de 300 étudiants de plus de 30 nationalités.
- 2003 : l'Académie de musique se dote d'une structure administrative professionnelle gérant une équipe pédagogique de 15 musiciens professionnels.
- 2005 : l'Académie de musique enregistre Carmina Burana sous la forme d'un film, et inaugure une série de concerts-spectacles au Cirque d'hiver mettant chaque année à l'honneur la musique d'une nation différente.
- Mai 2010 : reportage sur France 3 réalisé par Jean-Laurent Serra.
- Septembre 2010: l'Académie de musique fête son 15e anniversaire.
- Mai 2011 : l'Académie de musique créée un spectacle d'opéra italien Tutti all'opera! au Cirque d'Hiver.
- Septembre 2011 : concert de commémoration des attentats du 11 septembre 2001 place du Trocadéro à Paris.
- Mai 2012 : l'Académie de musique interprète Carmina Burana au Cirque d'Hiver.
- Janvier 2013 : interview de Jean-Philippe Sarcos sur BFM Business.

## Composition
L'orchestre
L’orchestre symphonique accueille chaque année de jeunes musiciens de niveau 3e cycle de conservatoire. Les répétitions sont encadrées par des instrumentistes professionnels de l'orchestre du Palais royal et de l'Orchestre National de France. Ils dispensent des conseils personnalisés aux étudiants et par leur expérience, leur permettent des progrès rapides.
Chœur symphonique
Le chœur symphonique regroupe plus de 200 chanteurs et accueille les étudiants quel que soit leur niveau musical (débutant ou confirmé). Il a pour but de leur faire découvrir et approfondir le chant choral. Les choristes sont initiés à la technique vocale en abordant directement le grand répertoire pour chœur et orchestre. Chaque année, le chœur symphonique donne 2 à 3 séries de concerts à Paris.
Chœur de chambre
Le chœur de chambre est réservé aux chanteurs expérimentés, bons lecteurs et travaillant leur voix. Ils montent des programmes musicaux particuliers mais participent aussi au chœur symphonique.

## Répertoire
L'Académie de musique interprète les pages du grand répertoire classique comme le Requiem de Mozart, Carmina Burana de Carl Orff ou encore le Requiem de Giuseppe Verdi, mais aussi des œuvres à grand effectif moins connues comme La Rédemption de César Franck, Le Déluge et La Terre promise de Camille Saint-Saëns, Les Saintes Maries de la mer d'Émile Paladilhe, ainsi que des créations contemporaines.
L’originalité consiste à faire connaître le répertoire français et à rechercher des interprétations respectant le style de l’époque et l’esprit du compositeur.
Les œuvres musicales sont choisies de manière à donner chaque année aux chanteurs et musiciens la possibilité d'interpréter plusieurs programmes différents : profane, sacré, français, allemand, italien... de telle sorte qu'en quelques années ils acquièrent une vision et une connaissance assez complète des différents styles de musique classique existants.

## Pédagogie
Formation
L'Académie de musique œuvre à la diversification de la formation et à l’ouverture culturelle des jeunes. Elle dispense à ses étudiants une solide formation musicale, créant ainsi un lien privilégié entre art et monde de l’entreprise.
Au sein de l’orchestre, les étudiants reçoivent un soutien technique de la part de musiciens professionnels. Dans le chœur, les étudiants reçoivent une formation en technique vocale, en solfège et sur les différents styles propres à chaque répertoire.
Encadrement
L’Académie de musique encadre ses membres par des musiciens professionnels confirmés pour permettre l’acquisition ou le perfectionnement d’une technique musicale.
- Direction musicale : Jean-Philippe Sarcos[2]
- Chefs assistants : Samuel Pilot, Juliette Lorillier
- Violon solo : Nguyen Nguyen
- Chef d'attaque des seconds violons : Jean-Christophe Lamacque
- Violoncelle solo : Raymond Maillard
- Professeur de chant : Michel Ormières

## Productions
- 1997 : Saint-Saëns, Symphonie no 3 « avec orgue » ; Franck, Rédemption
- 1997 : Haydn, Symphonie no 49 « La Passione » ; Mozart, Requiem
- 1998 : Weber, ouverture du Freischütz ; Mozart, Kyrie en ré mineur et Grande Messe en ut mineur
- 1998 : Franck, Psaume 150 ; Mozart, Kyrie en ré mineur ; Mendelssohn, Symphonie no 2 « Lobgesang »
- 1998 : Chants de Noël de Mozart, Berlioz, Lully
- 1999 : Mozart, Symphonie no 41 « Jupiter » ; Haydn, Messe Nelson
- 1999 : Fauré, Requiem et Cantique de Jean Racine ; Franck, Dextera Domini et Psaume 150
- 1999 : Rossini, Stabat Mater et Prière de l'opéra Moïse ; Verdi, La Vergine degli Angeli de l'opéra La Force du destin
- 2000 : Franck, Symphonie en ré mineur ; Gounod, Messe solennelle de sainte Cécile
- 2000 : Verdi, Requiem
- 2001 : Bizet, Te Deum et Agnus Dei ; Saint-Saëns, Symphonie no 1 ; Havard de La Montagne, Cantique de David ; Widor, Ecce Joanna, alleluia !
- 2001 : Schubert, Symphonie no 8 « Inachevée » ; Mozart, Requiem
- 2001 : Ramírez, Misa Criolla ; Villa-Lobos, Bachianas brasilieras
- 2001 : Lalande, Super flumina Babilonis ; Gilles, Requiem
- 2002 : Saint-Saëns, Symphonie no 3 « avec orgue » ; Widor, Regina cæli ; Saint-Saëns, Le Déluge
- 2003 : Puccini, Messa di Gloria ; Dvořák, Symphonie no 9 « du Nouveau Monde »
- 2003 : Haydn, La Création
- 2003 : Fauré, Requiem et Cantique de Jean Racine ; Saint-Saëns, Concerto pour violon no 3
- 2003 : Gounod, Hymne pontifical enregistré par Radio France
- 2004 : Brahms, Symphonie no 4 ; Poulenc, Gloria
- 2004 : Orff, Carmina Burana ; Respighi, Bergamasque
- 2005 : Saint-Saëns, Symphonie no 2 et oratorio La Terre promise
- 2005 : Beethoven, Symphonie no 9
- 2006 : Mendelssohn, Symphonie no 3 « Écossaise » ; Mozart, Requiem, version inédite scénographiée
- 2006 : Les Merveilles de l'opéra français, extraits de Samson et Dalila, Faust et Carmen
- 2007 : Verdi, Requiem
- 2007 : Pomp and Circumstance, concert-spectacle de musique britannique
- 2007 : Fauré, Requiem, version originale de 1893
- 2007 : Saint-Saëns, Oratorio de Noël et autres Noëls orchestrés
- 2008 : Viva l'opera!, concert-spectacle d'opéra italien
- 2008 : Dvořák, Stabat Mater
- 2009 : Offenbach en fête, concert-spectacle sur des chœurs et airs d'Offenbach
- 2009 : Paladilhe, Les Saintes Maries de la Mer, redécouverte d'un chef-d'œuvre oublié
- 2010 : Beethoven, Symphonie no 5 ; Mozart, Grande Messe en ut mineur
- 2010 : Chants de Noël orchestrés dans une version inédite ; Beethoven, Symphonie no 1
- 2011 : Tutti all'opera!, nouveau spectacle d'opéra italien
- 2011 : Mozart, Requiem
- 2012 : Beethoven, Symphonie no 2 ; Saint-Saëns, Le Déluge
- 2012 : Orff, Carmina Burana
- 2012 : Verdi, Requiem
- 2013 : Tous à l'opéra !, concert d'opéra français mis en scène
- 2013 : Musique française en fête
- 2014 : Berlioz, Symphonie fantastique ; Rossini, chœurs de l'opéra Guillaume Tell
- 2014 : Dvořák, Symphonie no 9 « du Nouveau Monde » ; Mozart, Requiem
- 2015 : Viva l'opera!, concert-spectacle d'opéra italien
- 2015 : Mozart, Symphonie no 41 « Jupiter » et Messe du Couronnement
- 2016 : Beethoven, Symphonie no 9 ; Mendelssohn, chœurs extraits de l'oratorio Paulus
- 2016 : Mendelssohn, Symphonie no 2 « Lobgesang »
- 2017 : Mozart, ouverture de La Flûte enchantée ; Salieri, extraits des Danaïdes ; Mozart, Thamos, roi d'Égypte
- 2017 : Mendelssohn, Concerto pour violon no 2 ; Haendel, Le Messie
- 2018 : ¡Música!, musique espagnole
- 2018 : Weber, ouverture du Freischütz ; Rossini, Stabat Mater
- 2019 : Offenbach en fête
- 2019 : Tchaïkovsky, Concerto pour violon ; Mozart, Grande Messe en ut mineur
- 2021 : Verdi, Requiem
- 2022 : Vive la Reine !, musiques de fête du Royaume-Uni
- 2022 : Saint-Saëns, Symphonie no 3 « avec orgue » ; Mozart, Requiem
- 2023 : Lalo, Symphonie espagnole ; Haydn, extraits de La Création ; Saint-Saëns, Le Déluge
- 2023 : Franck, Symphonie en ré mineur ; Widor, Ecce Joanna, alleluia ! ; Fauré, Requiem
- 2024 : Tutti all'opera!, spectacle d'opéra italien

## Enregistrements
- 2005 : Carmina Burana de Carl Orff sous la forme d'un film réalisé par François Goetghebeur. Diffusion sur France 3, BBC, TV5 Monde, Rathausplatz, festival de Vienne. Production Yves Rolland LGM/France.